# リンダ・ルッカ
リンダ・ラウラ・ルッカ（Linda Laura Lecca、1988年7月25日 - ）は、ペルーの女子プロボクサー。トルヒーリョ出身。第7代WBA女子世界スーパーフライ級王者。

## 来歴
アマチュアボクサーだった父の影響で17歳のときにアマチュアボクシングを始めた。
2010年6月5日、ブエノスアイレスでロクサナ・バージニア・バロンと対戦し、2-1（39.5-38、38.5-40、39.5-38.5）の判定勝ちを収めデビュー戦を白星で飾った
2011年1月29日、ブエノスアイレス州モンテ・エルモソでマリサ・ガブリエラ・ヌネスと対戦し、プロ初黒星となる1-2（38.5-39、39-38.5、38-39.5）の判定負けを喫した。
2011年3月26日、メキシコのテレビ番組「トーダス・コントラ・メヒコ」の中でチアパス州トゥストラ・グティエレスのポリフォルム・メソアメリカーノでカリナ・エルナンデスと6回戦を行い、6回判定勝ちを収めた。ただし記録上は無効試合。
2011年4月2日、「トーダス・コントラ・メヒコ」の中でポリフォルム・メソアメリカーノでシンシア・ムニョス と6回戦を行い、ロッカが勝利を収めた。ただし記録上は無効試合。
2011年4月9日、「トーダス・コントラ・メヒコ」の中でポリフォルム・メソアメリカーノでヤズミン・リバス と6回戦を行い、0-3の判定負けを喫した。ただし記録上は無効試合。
2014年1月4日、ブエノスアイレス州マル・デル・プラタのピソ・デ・ロス・デポルテスでダニエラ・ベルムデスとWBO女子世界スーパーフライ級王座決定戦を行い、8回TKO負けを喫し王座獲得に失敗した。
2014年3月8日、リマのコリセオ・エデュアルド・ディボスでマリア・ベガとWBA女子フェデラテンスーパーフライ級王座決定戦を行い、3-0（79-73、80-72.5、79.5-74）の判定勝ちを収め王座獲得に成功した。 
2014年5月31日、イカ県ワロチリ郡でシモーネ・ダ・シルヴァ・ドゥアルテとWBA女子世界スーパーフライ級暫定王座決定戦を行い、3-0（100-90×2、99-91）の判定勝ちを収め王座獲得に成功した。この結果、ルッカはペルー人ではキナ・マルパーティーダ、アルベルト・ロッセルに続く3人目の世界王者となった。
2014年8月30日、イカ県ワロチリ郡でグアダルーペ・マルティネスと対戦し、3-0（100-90×3）の判定勝ちを収め初防衛に成功した。
2014年11月23日、イカ県イカ市でマリベル・ラミレスと対戦し、3-0（96-94×3、97-93）の判定勝ちを収め2度目の防衛に成功した。
2015年3月28日、リマのメガ・プラザ・ノルテでカロリーナ・アルバレスと対戦し、2回に偶然のバッティングがあり試合続行不可能になった為、無効試合となった。
2016年4月15日、WBAから藤岡奈穂子の王座返上により空位となっていた正規王座に認定された。
2016年6月18日、ラ・グアイラのポリデポルティーボ・ホセ・マリア・バルガスでカロリーナ・アルバレスと対戦し、10回1-1（95-95、98-92、90-100）の判定で引き分けたが3度目の防衛に成功した。
2018年5月19日、マリベル・ラミレスと対戦するも、0-2判定で王座陥落。

## 戦績
- 30戦 16勝（3KO）8敗 2分 4無効試合

## 獲得タイトル
- WBA女子フェデラテンスーパーフライ級王座
- WBA女子世界スーパーフライ級暫定王座（防衛2=正規王座に認定）
- 第7代WBA女子世界スーパーフライ級王座（防衛2）